# Telegrafi
Telegrafi су новине на албанском језику које излазе на Косову и Метохији. Основане су 26. децембра 2006.